# Mon copain de papa
Pour plus de détails, voir Fiche technique et Distribution.
Mon copain de papa (Vater und Sohn) est un film allemand réalisé par Géza von Bolváry, sorti en 1929.

## Synopsis
Inconnu.

## Fiche technique
- Titre français : Mon copain de papa
- Titre original : Vater und Sohn
- Réalisation : Géza von Bolváry
- Scénario : Franz Schulz
- Photographie : Willy Goldberger
- Montage :
- Direction artistique : Robert Neppach, Erwin Scharf
- Production : Julius Haimann
- Société de production : Deutsche Lichtspiel-Syndikat
- Pays de production : Allemagne  République de Weimar
- Langue : Allemand
- Format : Noir et blanc — 35 mm — 1,33:1 — Son : Muet
- Genre : Comédie
- Dates de sortie : 
  - Allemagne  République de Weimar : 24 octobre 1929

## Distribution
- Harry Liedtke : Jean Bonnard
- Rolf von Goth : Marcel Bonnard
- Károly Huszár : Epstein
- Marie Glory : Stella Valéry
- Ruth Weyher : Madame Tibot
- Anton Pointner : Monsieur Tibot
- Ida Wüst : La gouvernante de Bonnard
- Yvette Darnys : Fifi
- Charlotte Susa : Nanon
- Jim Gérald : l'avocat de Tibot